# Beata Hellberg
Beata Hellberg, född 1747, död 13 januari 1803 i Gävle, var en svensk konstnärs- och prästhustru, som är känd för att ha tämjt en älgtjur. År 1781 tilldelades hon av Vetenskapsakademien ett premium på 30 riksdaler för att "hon låtit tämja en elgoxe, så att han var spak som ett vanligt husdjur".
Beata Hallberg var dotter till lektorn och prosten Axel Hellberg och Beata Christiernin. Hallberg var gift två gånger, först med hovmålaren Lars Bolander, som dog 1795, och från 1797 med hovpredikanten och riksdagsmannen Olof Eneroth i dennes andra gifte. Två av Beata Hellbergs döttrar i det första äktenskapet kom att gifta sig med två av Olof Eneroths barn ur dennes första äktenskap, det vill säga med sina styvsyskon. En annan dotter i första äktenskapet, Beata Gustava Bolander, gifte sig 19 april 1796 med Pehr Elis Bjugg.